# 劉澣
劉澣（1400年—1459年），字自新，四川敘州府珙縣人，軍籍，治《詩經》，年四十歲中式正統四年己未科第三甲第七名進士。十二月初二日生，行四，曾祖劉道延；祖劉允恭；父劉仕華；母廖氏；繼母向氏。永感下，妻湯氏，繼妻郭氏（繼聘）；兄自聰（本縣陰陽學訓術）；自省；自高，弟自斌。由國子生中式四川鄉試第二十九名舉人，會試中式第四十三名。